# Polskie Towarzystwo Okulistyczne
Polskie Towarzystwo Okulistyczne – lekarskie stowarzyszenie naukowe z siedzibą w Warszawie, założone w roku 1911 jako Towarzystwo Okulistów Polskich, zrzeszające okulistów realizujących swoje cele statutowe na terenie Polski (we współpracy ze stowarzyszeniami i instytucjami zagranicznymi).

## Historia (1908–1939)

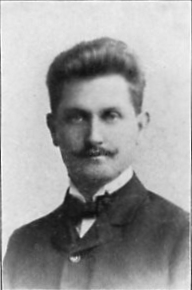
Kazimierz Bein

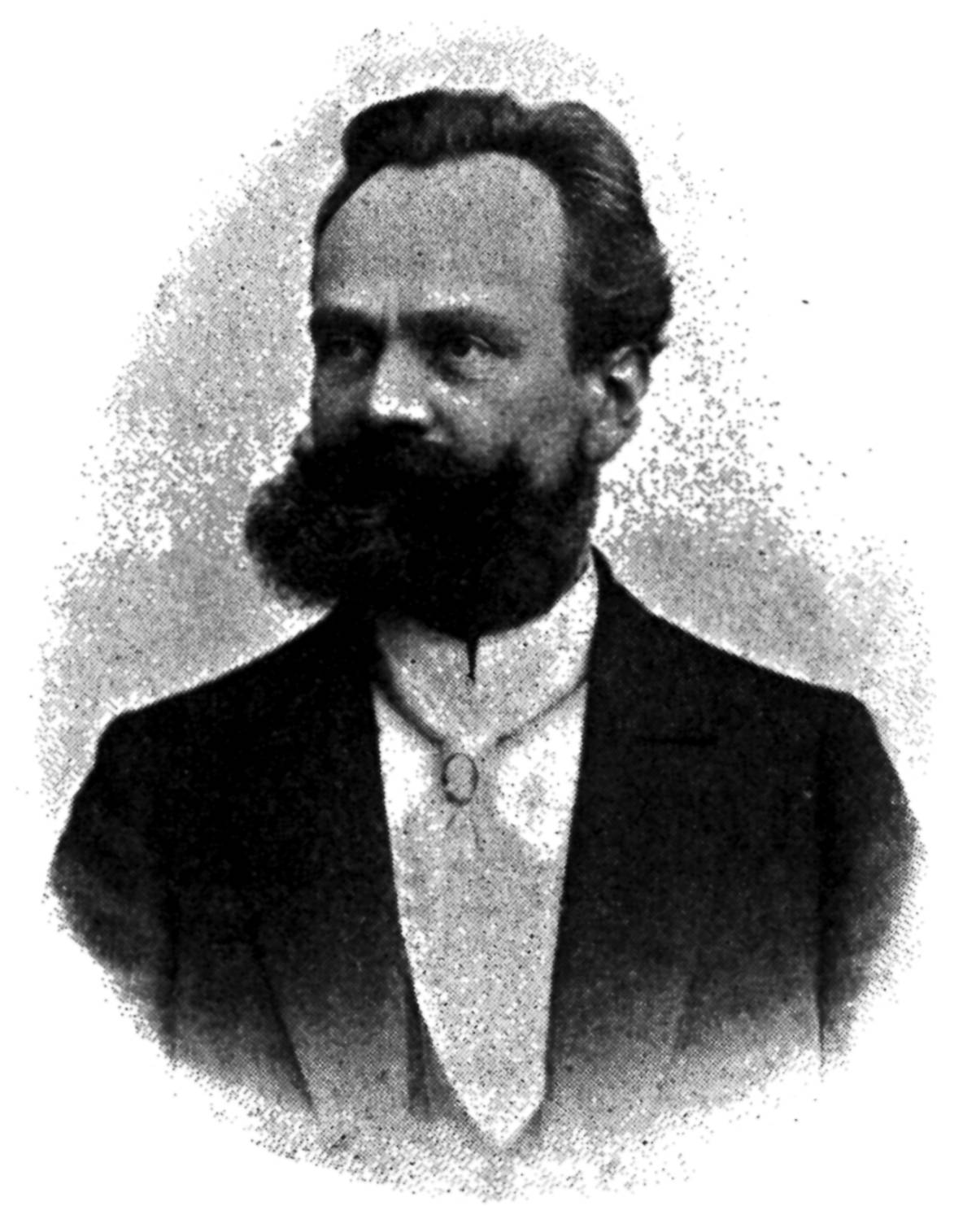
Bolesław Wicherkiewicz

Za początek PTO bywa uważane utworzenie Warszawskiego Towarzystwa Okulistycznego. Powstało ono w roku 1908 z inicjatywy trzech lekarzy-okulistów z Instytutu Oftalmicznego: 
- Kazimierza Beina (1872–1959),
- Bronisława Ziemińskiego (1860–1915), autora wydanej w roku 1909 książki Zarys okulistyki[1], spowinowacony z innym znanym profesorem-okulistą, Władysławem Melanowskim[2],
- Aleksandra Dobrzańskiego (1832–1918), lekarza i dzierżawcy uzdrowiska w Busku-Zdroju, który odegrał ważną rolę w jego rozwoju w okresie II RP (wraz z pediatrą, Szymonem Starkiewiczem)[3].

W 1908 B. Ziemiński został wybrany prezesem założonego wówczas Polskiego Towarzystwa Okulistycznego dla Królestwa Polskiego. W 1921 utworzono Towarzystwo Okulistów Ziem Zachodnich w Poznaniu, którego zasięg obejmował Wielkopolskę, Śląsk i Pomorze.
Tworzenie organizacji o zasięgu ogólnopolskim zainicjowano w czasie XI Zjazdu Lekarzy i Przyrodników Polskich w Krakowie, w roku 1911. W ramach sekcji okulistycznej utworzono wówczas Towarzystwo Okulistów Polskich, a jego kierownictwo powierzono Bolesławowi Wicherkiewiczowi – założycielowi czasopisma „Postęp Okulistyczny”, wydawanego w latach 1899–1914 (wznowionego w roku 1923 jako „Klinika Oczna” przez Kazimierza Noiszewskiego). Do wybuchu I wojny światowej Towarzystwo nie zostało zalegalizowane przez władze zaborcze.
Po odzyskaniu suwerenności Polski Towarzystwo miało początkowo dwa oddziały – Oddział Warszawski (utworzony przez Warszawskie Towarzystwo Okulistyczne) i Oddział Poznański. W roku 1924, na XI Zjeździe Okulistów Polskich we Lwowie, ustanowiono „Klinikę Oczną” jako oficjalny organ PTO. Od XVII Zjazdu Okulistów we Lwowie (1937) w strukturze Towarzystwa znalazły się Oddziały: Krakowski, Lwowski i Wileński.

## Przewodniczący PTO (1911– )
- Bolesław Wicherkiewicz (1911–1915),
- Kazimierz Noiszewski (1921–1930),
- Juliusz Szymański (1931–1935),
- Witold Kapuściński (1935–1950),
- Ignacy Abramowicz (1950–1960),
- Władysław Melanowski (1960–1967),
- Tadeusz Krwawicz (1971–1983),
- Witold Orłowski (1983–1986),
- Helena Żygulska-Mach (1986–1992),
- Krystyna Pecold (1992–1998),
- Józef Kałużny (1998–2004),
- Jerzy Szaflik[6][7] (2004–2010),
- Wojciech Omulecki (2010–2016)[8],
- Iwona Grabska-Liberek (2016–2019)[9],
- Jacek Szaflik (2019–2022)[9],
- Bożena Romanowska-Dixon (2022–2025)[5].

## Współczesne cele statutowe
Towarzystwo reprezentuje środowisko okulistów, działa m.in. na rzecz ochrony i promocji zdrowia, doskonalenia wiedzy i etyki zawodowej pracowników ochrony zdrowia, rozwoju okulistyki jako dyscypliny naukowej. Współdziała z parlamentem, organami administracji i innymi jednostkami, starając się o usprawnienie opieki okulistycznej. Realizując swoje cele współpracuje z innymi organizacjami, krajowymi i zagranicznymi, w zakresie zgodnym z celami statutowymi. Działalność jest finansowana ze składek członkowskich i dochodów z własnej działalności gospodarczej PTO.

## Członkowie PTO
W działalności oddziałów, sekcji i komisji PTO bierze udział ok. 2100 członków zwyczajnych i członkowie honorowi (dane z roku 2014). Bierne i czynne prawo wyborcze do władz PTO przysługuje tym członkom zwyczajnym, którzy mają tytuł lekarza okulisty lub tytuł specjalisty w tej dyscyplinie. Lekarze w trakcie specjalizacji mogą być członkami zwyczajnymi bez biernego prawa wyborczego. Członkowie PTO działają społecznie. Członkowie zwyczajni są zobowiązani do opłacania składek członkowskich. Tytuły członka honorowego są nadawane osobom szczególnie zasłużonym dla okulistyki lub dla Towarzystwa. Tytuły nadaje Zarząd Główny, po zasięgnięciu opinii
Rady Okulistów. Członkowie honorowi mają wszystkie prawa członków zwyczajnych, poza biernym prawem wyborczym (jeżeli nie są członkami zwyczajnymi). Nie są zobowiązani do opłacania składek.

## Struktura organizacyjna
Zgodnie ze statutem członkowie PTO działają w ramach oddziałów, sekcji (grupujących nie mniej niż 50 członków zainteresowanych określoną dziedziną okulistyki) oraz komisji. Najwyższą władzą Towarzystwa jest Walne Zgromadzenie Delegatów (zwyczajne lub nadzwyczajne), w którym uczestniczą delegaci oddziałów (wybierani zgodnie z regulaminem ustalonym przez Zarząd Główny) oraz członkowie honorowi. Zgromadzenia zwołuje Zarząd Główny, w którego skład wchodzą: prezes, wiceprezes, prezes-elekt, sekretarz, skarbnik i 7 członków. Zarząd – wybierany przez Walne Zgromadzenie Delegatów na kadencje 4-letnie – kieruje realizacją programów działania, ustalonych w czasie Zgromadzenia (m.in. organizuje Zjazdy Okulistów Polskich, deleguje członków PTO do krajowych i międzynarodowych organizacji okulistycznych, zarządza majątkiem i funduszami Towarzystwa). Uchwały Zgromadzenia i Zarządu zapadają zwykłą większością głosów, w obecności co najmniej połowy uprawnionych do głosowania (chyba że statut stanowi inaczej).
Organem opiniodawczo-doradczym Zarządu jest Rada Okulistów Polskich, w której skład wchodzą przewodniczący zarządów oddziałów i sekcji naukowych, przedstawiciele ordynatorów i lekarzy praktykujących prywatnie, kierownicy klinik okulistycznych i katedr uniwersyteckich.

## Oddziały PTO
W ramach PTO działa obecnie (2014) 12 oddziałów, wymienionych poniżej wraz z nazwiskiem przewodniczącego oddziału.

- Oddział Białystok, prof. Zofia Mariak
- Oddział Bydgoszcz, dr n.med. Marzena Petrus
- Oddział Gdańsk, prof. Krystyna Raczyńska
- Oddział Katowice, prof. Maria Formińska-Kapuścik
- Oddział Kraków, dr hab. Agnieszka Kubicka-Trząska
- Oddział Lublin, dr E. Wróblewska-Sadowska
- Oddział Łódź, dr n.med. Małgorzata Zdzieszyńska
- Oddział Olsztyn, dr n.med. Sławomir Zalewski
- Oddział Poznań, prof. Marcin Stopa
- Oddział Szczecin, prof. Damian Czepita
- Oddział Warszawa, dr n. med. Dorota Kopacz
- Oddział Wrocław, prof. Marta Misiuk-Hojło

## Czasopisma
PTO jest wydawcą kwartalników medycznych:
- „Klinika Oczna”, organ PTO[12],
- „Kontaktologia i Optyka Okulistyczna”[13],
- „Okulistyka”[14].

Towarzystwo prowadzi także internetowy serwis edukacyjny (redaktor naczelny: Iwona Grabska-Liberek), w którym są uruchamiane Centra wiedzy, takie jak: okulistyka dziecięca, jaskra czy zaćma. Na stronie internetowej publikowane są również m.in. zaproszenia na specjalistyczne konferencje naukowe i szkoleniowe oraz Wytyczne PTO – standardy leczenia (np. standardy leczenia cukrzycowego obrzęku plamki (DME)).